# Flammkuchen
Flammkuchen je vrsta jela koje potječe iz Elzasa, Saarske, Badena i Falačke.
Sastoji se od tankog, najčešće ovalnog tijesta premazanog vrhnjem na koje se zatim stavljaju razni dodatci (izvorno luk i slanina) a zatim se peče u krušnoj peći.

## Varijacije
- Gratinée: s dodanim sirom gruyère (grojer)
- Forestière: s dodanim gljivama
- Munster: s dodanim sirom munster
- s lososom
- s paprikom
- s elzaskim kiselim kupusom

## Galerija
- Flammkuchen sa sirom munster
- Flammkuchenn s porilukom i lukom
- Flammkuchen s elzaskim kiselim kupusom
- Flammkuchen s lososom
- Krušna peć
- Moderna pećnica